# Polysphaeria aethiopica
Polysphaeria aethiopica är en måreväxtart som beskrevs av Bernard Verdcourt. Polysphaeria aethiopica ingår i släktet Polysphaeria och familjen måreväxter.
Artens utbredningsområde är Etiopien. Inga underarter finns listade i Catalogue of Life.